# Karl Klindworth

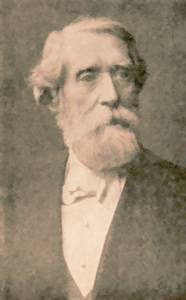
Karl Klindworth.

Karl Klindworth, född 25 september 1830 i Hannover, död 27 juli 1916 i Stolpe vid Oranienburg, var en tysk pianist. 
Klindworth, som var elev till Franz Liszt, var 1854–1868 pianolärare i London och 1868–1884 professor vid musikkonservatoriet i Moskva, dirigerade därefter jämte Hans von Bülow och Franz Wüllner de filharmoniska konserterna i Berlin och öppnade där ett pianoinstitut, som 1893 sammanslogs med Xaver Scharwenkas musikkonservatorium. Han verkställde ett klaverutdrag av Richard Wagners "Nibelungen"-tetralogi samt redigerade upplagor av Frédéric Chopins verk och Ludvig van Beethovens sonater.
Klindworth var släkt med Winifred Williams, som senare skulle bli känd under namnet Winifred Wagner, svärdotter till Richard och Cosima Wagner. Då Winifred, som föddes i England 1897, blev föräldralös redan vid två års ålder, adopterades hon av Klindworth och flyttade därmed till Potsdam.